# Robert Chavanac
Pour les articles homonymes, voir Chavanac (homonymie).
 (mars 2016).
Si vous disposez d'ouvrages ou d'articles de référence ou si vous connaissez des sites web de qualité traitant du thème abordé ici, merci de compléter l'article en donnant les références utiles à sa vérifiabilité et en les liant à la section « Notes et références ».
Robert Chavanac, nom de plume de Robert Cohen, est un romancier français né à Marseille le 2 mars 1936 et mort à Nice, le 1er mars 2016 .

## Biographie
Robert Chavanac est un descendant de vieilles familles séfarades de 1492.
Il a vécu à Marseille, à Toulon puis à Nice.
Première publication en 1957 dans la revue Fiction (no 46) sous son patronyme. Sous le pseudonyme de Robert Chavanac, il a écrit exclusivement des romans de guerre portant sur la période de la Seconde Guerre mondiale ainsi que sur le conflit israélo-arabe. Dans la plupart de ses ouvrages, l'aviation tient une part prépondérante.
Passionné d'aviation, il fut profondément influencé par le livre de Pierre Clostermann, Le Grand Cirque. Son engouement s’est traduit, des années durant, par la pratique du maquettisme, de dessins d’avions et la collection de tous les écrits et photos ayant trait à la guerre aérienne 1939-45. Il rencontra de nombreux vétérans de la guerre aérienne, fit des voyages aux lieux des batailles les plus connues, et pratiqua dans sa région la recherche d'épaves d'avions abattus.
Cette évolution l’a aussi amené à fréquenter l’aéroclub du Var, pour du pilotage réel, mais aussi le monde de la simulation, à l’ère de l’ordinateur.
Ses romans sont basés sur une solide documentation technique et historique et sur le recueil de témoignages auprès de ceux ayant vécu ces évènements.
Robert Chavanac publia 13 romans entre 1968 et 1975, date à laquelle il mit terme à sa carrière d'écrivain en tant que Chavanac.
Tous ses livres parurent au Fleuve noir dans la collection « Feu ». Une partie d’entre eux furent traduits et publiés dans divers pays (Suède, Belgique, Brésil).
Toutes les couvertures, sauf celle du premier roman paru, Les Messerschmitts de Sedan, furent dessinées par l'illustrateur Michel Gourdon à qui l'on doit environ 3 500 couvertures.

## Publications
- Les Messerschmitts de Sedan, 1968.
- Sayonara Guadalcanal, 1969.
- Les Messerschmitts de Londres, 1969.
- Les Mirages du Sinaï, 1970.
- Les Messerschmitts d'el-Alamein, 1971.
- Les Messerschmitts de Tel Aviv, 1973.
- La Cavalcade des Mustang, 1970.
- Le Sang des Alpes, 1971.
- L'Oiseau secret de Goering, 1971.
- Gestapo  Marseille, 1972.
- Ciel rouge, 1973.
- Kriegsmarine Toulon, 1975.
- Kippour au canal, 1975. voir Guerre du Kippour
- Ultérieurement, publication sous son patronyme Cohen, dans Tribune juive hebdo de Contes de la guerre de Kippour(abu tor, la tribu perdue, le bus de Tel Aviv)
- Après 2005, textes en judéo-espagnol dans la presse spécialisée.